# Peugeot 4007
O 4007 é um veículo utilitário esportivo de médio porte da Peugeot. Foi o primeiro veículo utilitário desportivo da Peugeot.
Este modelo possui uma versão equipada com transmissão continuamente variável (CVT).
Em abril de 2012 foi lançado o seu substituto, o Peugeot 4008, compartilha a mesma plataforma com o Citroën C-Crosser e o Mitsubishi Outlander.